# Ōdai
Ōdai (大台町, Ōdai-chō) est un bourg du district de Taki, situé dans la préfecture de Mie, au Japon.

## Géographie

### Démographie
Au 1er février 2015, la population d'Ōdai s'élevait à 9 759 habitants répartis sur une superficie de 362,86 km2.